# 黎明游戏公司
黎明游戏公司（英語：Daybreak Game Company），是一家美国的网络游戏开发公司。

## 歷史

改名前的索尼在线娱乐标志

1995年夏季，美国索尼互動工作室（Sony Interactive Studios America，簡稱SISA）成立。
1998年，美国索尼互動工作室更名为索尼在线娱乐（Sony Online Entertainment，簡稱SOE），是索尼影视娱乐的子公司，同时拥有。索尼在线娱乐以出品《无尽的任务》系列、《星球大战银河》系列、《行星边际》系列游戏而著称。
2015年，索尼在线娱乐被私募基金Columbus Nova收购，更名为Daybreak Game Company。